# Yves Oppenheim
Yves Roland Hermann Oppenheim (* 18. Juli 1948 in Tananarive, Madagaskar; † 2. Januar 2022 in Saint-Martin-de-Valamas) war ein französischer Maler.

## Leben und Werk
Yves Oppenheim zog im Alter von 20 Jahren nach Paris und begann dort sein Kunststudium. Er versuchte sich rund zehn Jahre lang in verschiedenen künstlerischen Ausdrucksformen, bevor er sich um 1983/84 erneut der Malerei zuwandte.
Oppenheim bevorzugte großformatige, raumfüllende Arbeiten, die er am Computer entwarf, und die durch strenge flächige Komposition kräftiger Farbfelder charakterisiert sind. Henri Matisse, Barnett Newman, Frank Stella und Jeremy Moon zählen zu Oppenheims Vorbildern.
Oppenheim lebte und arbeitete in Paris sowie seit 2001 in Berlin. Seit 1988 hatte er wiederholt Einzelausstellungen u. a. in Paris, Brüssel, New York, Lissabon, Athen, Genf und Berlin. Er wurde von der Galerie Max Hetzler vertreten.

## Werke in öffentlichen Sammlungen
- Musée d’art moderne de la Ville de Paris
- Centre Georges-Pompidou, Paris
- Carré d’Art, Nîmes
- FRAC - Paris
- FRAC - Languedoc-Roussillon, Montpellier
- Musée des Beaux Arts, Dole
- Musée de Chateauroux, Châteauroux

## Ausstellungskataloge
- Suzanne Pagé, Laurence Bossé, Béatrice Parent: Yves Oppenheim. Exposition 28 avril - 26 juin 1988. ARC Musée d’Art Moderne de la Ville de Paris, Paris 1988, OCLC 494056163.
- Yves Oppenheim. Galerie Liliane & Michel Durand-Dessert, Paris 1992, OCLC 493421462.
- Christian Besson: Yves Oppenheim: fatiguer la peinture. Cardinaux, Châtellerault 1997, OCLC 465606751.
- Yves Oppenheim: La Salle Blanche. Musée des Beaux-arts, Nantes 1998, ISBN 2-906211-38-9.
- Delphine Hectaridis: Yves Oppenheim: 36 peintures avec l'outremer. Musée départemental, Gap 2000, ISBN 2-908802-08-2.
- April Elizabeth Lamm: Yves Oppenheim: Berlin Paintings: 2002–2004. Galerie Max Hetzler, Berlin 2004, OCLC 492865591.